# Lichtarz

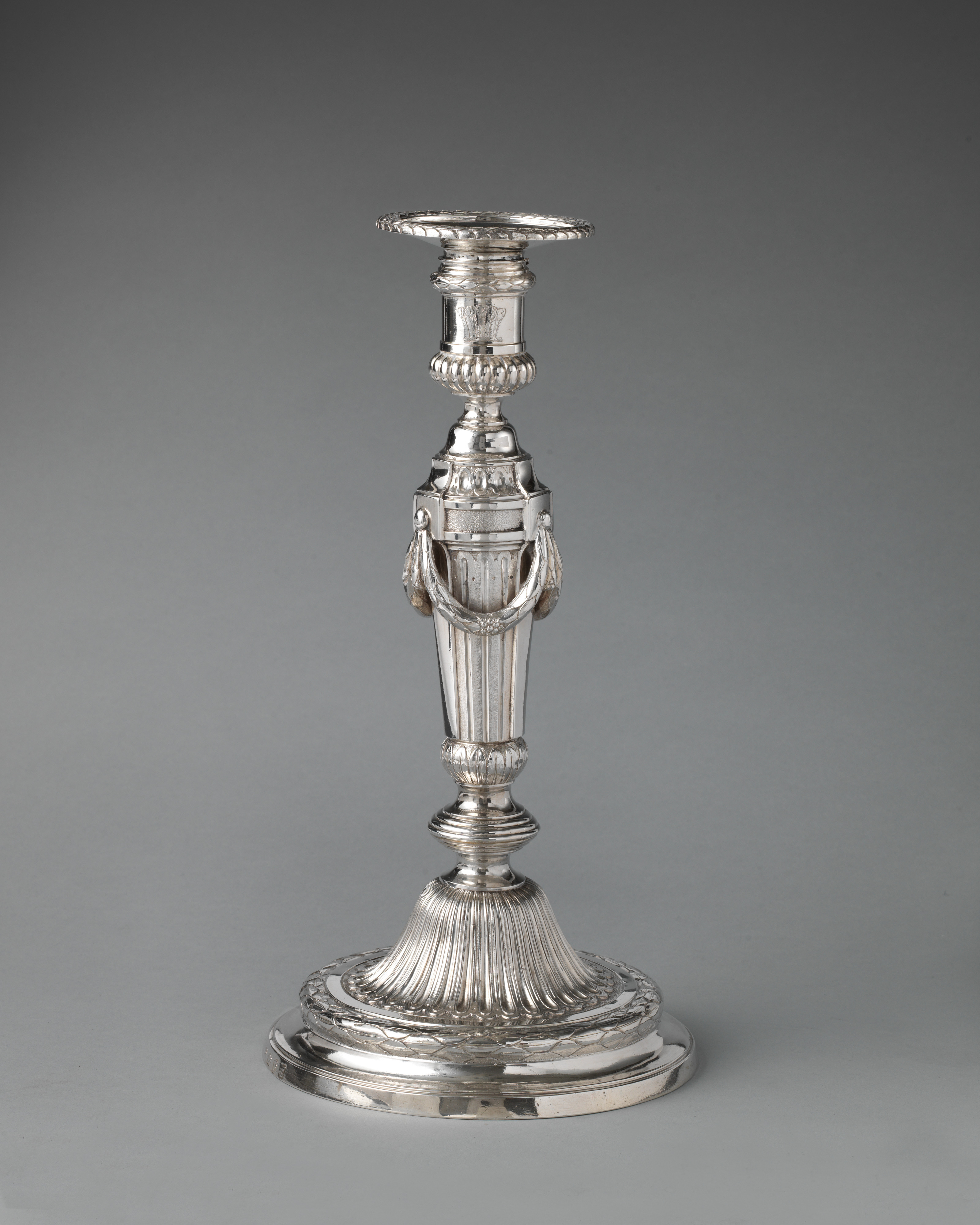
Lichtarz, XVIII w.

Lichtarz (z niem. Leuchter) − stojący świecznik na jedną świecę.